# ジョンとヨーコのバラード
「ジョンとヨーコのバラード」（The Ballad of John and Yoko）は、ビートルズの楽曲である。レノン＝マッカートニー名義となっているが、ジョン・レノンによって書かれた楽曲で、歌詞はレノンがオノ・ヨーコと再婚した際に生じた騒動を綴ったもの。1969年5月にシングル盤として発売され、全英シングルチャートで17作目の首位を獲得したシングルとなった。アメリカでは、Billboard Hot 100では最高位8位を記録したが、歌詞の一部分が問題視されて放送禁止処置を受けた。

## 背景
1969年3月にレノンとオノは、ジブラルタルで結婚式を執り行い、その後新婚旅行先のアムステルダムのヒルトン・ホテル702号室でベッド・インを行った。レノンは新婚旅行で訪れたパリで本作を書いており、歌詞は前述の結婚式やアムステルダムでのベッド・イン、バギズムなど、1969年3月から4月にかけてのレノンとオノの日記を写し取ったような内容となっている。1969年5月に行われた『NME』誌のインタビューで、レノンは本作について「ジョニー・B.ペイパーバック・ライター」「僕らが結婚して、パリに行って、アムステルダムに行って―といった話をそのまましてるだけ」と語っている。
4月14日にレノンは、ロンドンのセント・ジョンズ・ウッドにあるポール・マッカートニーの自宅に本作を持ち込み、その夜に行われるレコーディングに熱を上げていた。曲の歌詞を書き留めていたノートでは、「You can marry in Gibraltar in Spain（スペインのジブラルタルで結婚できる）」とされていたが、後のレコーディング時に「You can get married in Gibraltar near Spain（スペインの近くのジブラルタルで結婚できる）」に変更したため、スペインで放送禁止処分を受けた。また、「They're going to crucify me（連中は僕を磔にする）」というフレーズについて、マッカートニーはかつてレノンのキリスト発言をきっかけに引き起こされた論争を思い出して警戒していたが、レノンが押し切ったことによりそのままとなった。なお、レノンもサビの歌詞が原因で論争が起きることを意識していたことから、アップル・コアのプロモーション部門に勤めていたトニー・ブラムウェルに宛てた手紙で、「事前のパブリシティはなし。とくにキリスト絡みのくだりは、あんまりあちこちで聴かせてまわらないこと。そんな真似をすると連中は怖じ気づいてしまう。その前にプレスしてくれ」と警告している。

## レコーディング
「ジョンとヨーコのバラード」のレコーディングは、1969年4月14日にEMIレコーディング・スタジオのスタジオ3で行われた。同日はリンゴ・スターが映画『マジック・クリスチャン』の撮影、ジョージ・ハリスンも体が空かなかったことから、レノンとマッカートニーの2人だけでレコーディングが行われた。当時についてマッカートニーは「ジョンとヨーコが僕を訪ねてきた。そしたらジョンが『僕とヨーコの事を歌った曲があって、とにかく早くレコーディングがしたいんだ。今すぐにでもスタジオに電話して、時間が取れるかどうかを確かめてもいい。ベースとドラムは君がやってくれないか』と言い出した。それなら僕に出来るのがわかってたからさ」と振り返っている。
グループ内でアップル・コアの財務を外部の実績者の誰を委任するのかという点で、グループが分断されていた時期に行われたセッションであったが、作業はスムーズに行われたとされている。レコーディング中にレノンは「もう少しテンポを上げてくれ、リンゴ」とマッカートニーに声をかけ、これを受けてマッカートニーが「OK、ジョージ」と答えた。このやりとりは、2019年に発売された『アビイ・ロード (スーパー・デラックス・エディション)』のCD2に収録のテイク7で確認できる。また、本作のレコーディングでは、1968年7月のアルバム『ザ・ビートルズ』のセッションの途中で辞していたジェフ・エメリックが復帰している。
オーバー・ダビング用にはテイク10が採用されたが、当初あまり確信がもてなかったマッカートニーが「他のテイクの方が良かったかも」とレノンに告げ、キーをGに上げて新たなテイクが録音されたが、最終的にテイク10で合意することとなった。テイク10はトラック2にアコースティック・ギター、トラック3にドラム、トラック4にレノンのボーカルという内訳になっていた。トラック1に対してマッカートニーがベースをオーバー・ダビングし、トラック5にレノンがエレクトリック・ギターを追加した。その後、トラック6に追加のエレクトリック・ギターのパートとピアノ、トラック7にマッカートニーのバッキング・ボーカル、トラック8にマッカートニーのマラカスとレノンがギターの背を叩く音をオーバー・ダビングして、本作は完成となった。
本作のコーダのフレーズは、ジョニー・バーネットが1957年に発表した楽曲「ロンサム・ティアーズ・イン・マイ・アイズ」からの引用。
セッションに参加しなかったスターは、本作について「『ホワイ・ドント・ウィ・ドゥ・イット・イン・ザ・ロード』もポールと僕の2人だけだったけれど、ビートルズの曲になってるだろ。この曲のドラムは上出来だ」と語っており、ハリスンは「レコーディングに参加できなくても気にはならない。僕の知った事じゃないし。仮にタイトルが『ジョンとジョージとヨーコのバラード』だったとしたら、参加してたかも」と語っている。

## リリース
レノンは、シングルでの発売を待ちきれずにいたが、レコーディングが行われた1969年4月にはビートルズのシングル『ゲット・バック』の発売が控えていたため、本作の発売は翌月に回された。1969年5月30日にイギリスでシングル盤が発売され、B面にはジョージ・ハリスン作の「オールド・ブラウン・シュー」が収録された。アメリカでは6月4日に発売された。英国とヨーロッパでは、本作が初めてステレオ盤のみで発売されたビートルズのシングルであり、この関係からモノラル・ミックスが作成されていない。
シングルは全英シングルチャートで17作目の第1位を獲得し、2023年に「ナウ・アンド・ゼン」が更新するまでの54年間に渡り、同チャートでの最後の首位獲得曲となっていた。アメリカのBillboard Hot 100では最高位8位を記録した。アメリカでは、「Christ!」と「They're going to crucify me」というフレーズが、イエス・キリストを冒涜していると問題視され、WABCやWLSなどのラジオ局で放送禁止処分を受けた。このため、アメリカでは最もチャート成績が低いビートルズのシングル曲となっている。
日本では1969年7月10日に発売された。アルバム『リボルバー』以降、ビートルズの楽曲に独自の邦題を付けることをやめ、オリジナルのタイトルをカタカナ書きにしたものを邦題としていたが、本作では"All You Need Is Love"への邦題「愛こそはすべて」以来となる独自の邦題が付けられている。
オリジナル・アルバムには未収録となっており、アメリカではキャピトル編集盤『ヘイ・ジュード』、イギリスではコンピレーション・アルバム『ザ・ビートルズ1967年〜1970年』で初収録となった。以降、『リヴァプールより愛を込めて ザ・ビートルズ・ボックス』、『パスト・マスターズ Vol.2』、『ザ・ビートルズ1』などのコンピレーション・アルバムにも収録された。

## クレジット
※出典
- ジョン・レノン - ボーカル、ギター、パーカッション（ギターの背を叩いた音）
- ポール・マッカートニー - ドラム、ベースギター、ピアノ、マラカス、バッキング・ボーカル

## チャート成績

### 週間チャート
| チャート (1969年)                  | 最高位 |
| ---------------------------------- | ------ |
| オーストラリア (Kent Music Report) | 1      |
| オーストリア (Ö3 Austria Top 40)   | 1      |
| ベルギー (Ultratop 50 Flanders)    | 1      |
| Canada Top Singles (RPM)           | 7      |
| アイルランド (IRMA)                | 1      |
| 日本 (オリコン)                    | 11     |
| オランダ (Single Top 100)          | 1      |
| ニュージーランド (Listener)        | 2      |
| ノルウェー (VG-lista)              | 1      |
| スウェーデン (Kvällstoppen Chart)  | 2      |
| スイス (Schweizer Hitparade)       | 1      |
| UK シングルス (OCC)                | 1      |
| US Billboard Hot 100               | 8      |
| US Cash Box Top 100                | 10     |
| 西ドイツ (Official German Charts)  | 1      |

### 年間チャート
| チャート (1969年)                    | 順位 |
| ------------------------------------ | ---- |
| スイス (Schweizer Hitparade)         | 7    |
| UK Singles (Official Charts Company) | 16   |

## 認定
| 国/地域                                             | 認定 | 認定/売上数 |
| --------------------------------------------------- | ---- | ----------- |
| アメリカ合衆国 (RIAA)                               | Gold | 1,000,000^  |
| * 認定のみに基づく売上数 ^ 認定のみに基づく出荷枚数 |      |             |

## カバー・バージョン
- ロン・アンソニー（英語版） - 1969年に発売されたアルバム『Oh! Calcutta!』に収録[34]。
- マイク・メルヴォイン（英語版） - 1969年に発売されたアルバム『The Plastic Cow Goes Moooooog』に収録[35]。
- パーシー・フェイス・ストリングス - 1970年に発売されたカバー・アルバム『The Beatles Album』に収録[36]。
- 弘田三枝子 - 1970年に発売されたカバー・アルバム『弘田三枝子'70 ポピュラー・ビッグ・ヒッツ!』に収録。